# Communauté de communes Gave et Coteaux
La communauté de communes Gave et Coteaux  est une ancienne communauté de communes française, située dans le département des Pyrénées-Atlantiques et la région Nouvelle-Aquitaine.
Le district Gave et Coteaux qui fonctionnait depuis 1993 a été transformé en communauté de communes le 31 décembre 1997.
Elle fait partie, avec le Conseil général et la communauté de communes du Pays de Nay, du Syndicat mixte du pôle aéronautique Bordes-Assat créé le 7 janvier 2004.
Le 1er janvier 2017 elle est fusionnée au sein de la communauté d'agglomération de Pau Béarn Pyrénées, hormis les communes de Narcastet et Assat qui rejoignent la communauté de communes du Pays de Nay.

## Composition
La communauté de communes regroupait 7 communes faisant partie des cantons de Jurançon, Pau-Ouest et Pau-Sud.
| Code INSEE | Commune   | Maire                 | Population | Superficie | Densité        | Délégués |
| ---------- | --------- | --------------------- | ---------- | ---------- | -------------- | -------- |
| 64041      | Aressy    | Claude Ferrato        | 571 hab.   | 215 ha     | 265,6 hab./km2 |          |
| 64067      | Assat     | Pierre Rodriguez      | 1 645 hab. | 947 ha     | 173,7 hab./km2 |          |
| 64139      | Bosdarros | Jean-Pierre Lannes    | 1 026 hab. | 2 477 ha   | 41,4 hab./km2  |          |
| 64376      | Meillon   | Gérard Salles-Cazeaux | 807 hab.   | 708 ha     | 114,0 hab./km2 |          |
| 64413      | Narcastet | Jean-Pierre Faux      | 577 hab.   | 456 ha     | 124,1 hab./km2 |          |
| 64467      | Rontignon | Jean Carrère          | 732 hab.   | 706 ha     | 103,7 hab./km2 |          |
| 64550      | Uzos      | Jean Othax            | 735 hab.   | 352 ha     | 208,8 hab./km2 |          |
|            |           |                       | 6 093 hab. | 5 861 ha   | 104,0 hab./km2 | 23       |

## Compétences
Elle s'est dotée des compétences suivantes :
- logement social
- lutte contre l'incendie
- développement du tourisme vert
- aménagement touristique des cours et plans d'eau
- collecte et élimination des déchets.